# سيدني بريسي
سيدني بريسي (بالإنجليزية: Sidney Bracey)‏ مواليد 18 ديسمبر 1877 في ملبورن، فيكتوريا - الوفاة 5 أغسطس 1942 في هوليوود، كاليفورنيا، الولايات المتحدة، هو ممثل أمريكي بدأ مسيرته الفنية سنة 1909. شارك في قرابة 321 فلما. امتدت مسيرته الفنية لأكثر من 33 عاما. من أعماله فيلم آنا كارنينا.

## روابط خارجية
- سيدني بريسي على موقع IMDb (الإنجليزية)
- سيدني بريسي على موقع ألو سيني (الفرنسية)
- سيدني بريسي على موقع أول موفي (الإنجليزية)
- سيدني بريسي على موقع قاعدة بيانات برودواي على الإنترنت (الإنجليزية)
- سيدني بريسي على موقع قاعدة بيانات الأفلام السويدية (السويدية)
- سيدني بريسي على موقع قاعدة بيانات الفيلم (الإنجليزية)
- سيدني بريسي على موقع كينوبويسك (الروسية)